# دومنیکو بوتیچلا
دومنیکو بوتیچلا (انگلیسی: Domenico Botticella؛ زادهٔ ۲ مارس ۱۹۷۶) بازیکن فوتبال اهل ایتالیا است.
از باشگاه‌هایی که در آن بازی کرده‌است می‌توان به باشگاه فوتبال فوجا، باشگاه فوتبال سورنتو کالچو، باشگاه فوتبال سالرنیتانا، و باشگاه فوتبال اتلتیکو آرتزو اشاره کرد.